# Diposis
Diposis är ett släkte i familjen flockblommiga växter.

## Arter
Enligt Plants of the World Online har släktet tre arter, samtliga hemmahörande i södra Sydamerika:
- Diposis bulbocastanum
- Diposis patagonica
- Diposis saniculifolia